# Synsphyronus meganennus
Espèce
Synsphyronus meganennus est une espèce de pseudoscorpions de la famille des Garypidae.

## Distribution
Cette espèce est endémique de Nouvelle-Galles du Sud en Australie. Elle se rencontre vers West Wallsend et Tenterfield.

## Description
Les mâles mesurent de 2,8 à 3,3 mm et les femelles de 4,0 à 4,2 mm.

## Publication originale
- Harvey, 1987 : A revision of the genus Synsphyronus Chamberlin (Garypidae: Pseudoscorpionida: Arachnida). Australian Journal of Zoology, Supplementary Series, no 126, p. 1-99.